# Лукаш Жолкевський
Лукаш Жолкевський (також Жолкєвський. бл. 1594 — початок 1637 / 6 (16 грудня) 1637) — галицький шляхтич, військовик та урядник Речі Посполитої.

## Життєпис
Син львівського підкоморія Миколи Жолкевського, внук белзького, руського воєводи Станіслава Жолкевського.
Навчався за кордоном, повернувся на батьківщину. Разом зі стриєм Станіславом брав участь у битві під Цецорою, потрапив до турецького полону, де перебував 2 літа. Супроводжував королевича Владислава в закордонному вояжі за вказівкою короля Сигізмунда ІІІ. Брав участь у війні зі шведами, взяв у полон командирів шведського війська під Гамерштайном, яких віддав королю. Брав участь у виправах короля Владислава IV Вази, за що отримав від нього в нагороду королівщини. Один з головних учасників перемовин від імені коронного уряду з повсталими козаками у 1630-х роках. Приятель Адама Киселя. У серпні 1635 після здобуття та зруйнування козаками гетьмана Івана Сулими фортеці Кодак разом із ним мобілізували реєстровців для походу проти повстанців, у який вирушили наприкінці серпня.
Дідич Бродів; 1614 року Л. Жолкевський видав привілей, яким розширив права міщан. 1629 року Броди разом з іншими поселеннями стали власністю Станіслава Конєцпольського, який отримав місто частково даром, частково — за 500 тис. злотих. Дав кошти для фундації колегіуму єзуїтів у Переяславі, для його функціонування передав маєток — містечко Бубнів із приналежними околицями. 
Уряди (посади): брацлавський воєвода, староста калуський, хмільницький, переяславський.
Загинув у битві з козаками біля Кумейків, у якій командував полком німецьких найманців-піхотинців. Прожив повних 42 роки, помер 1636 чи 1637 року р. неодруженим (за версією Шимона Окольского, був одружений із Кужаньською (пол. Kurzańska гербу Одровонж), дітей не мав). Був похований у костелі у Бубневі (його рештки під час Хмельниччини викинули з домовини, буздиган (пірнач), дорогий перстень забрали повстанці (за версією о. Каспера Несецького SJ — бунтарі), щоби помститися за заподіяні ним кривди).